# Kanzlerkandidat

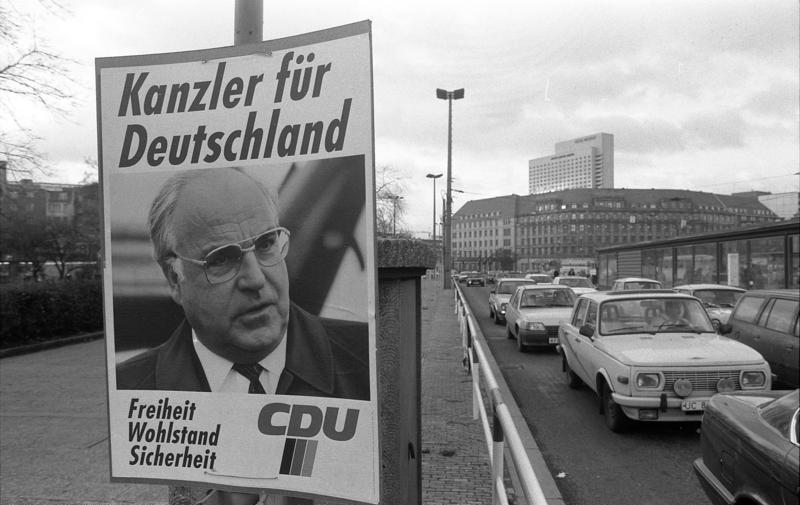
Wahlplakat mit Helmut Kohl, Leipzig 1990. Kohl hält den Rekord, sechsmal Kanzlerkandidat gewesen zu sein (1976 und zwischen 1983 und 1998, das erste Mal noch als Oppositionsführer).

Kanzlerkandidat ist in der Bundesrepublik Deutschland die Bezeichnung für den „Spitzenkandidaten“, der im Falle einer parlamentarischen Mehrheit seiner Partei bei einer Bundestagswahl durch den Bundestag zum Kanzler gewählt werden würde. Die Parteien geben damit zu verstehen, dass ihre Bundestagsfraktion diesen Kandidaten im neu konstituierten Deutschen Bundestag zum Bundeskanzler wählen will. Die kleineren Parteien verzichten normalerweise auf die Benennung eines Kanzlerkandidaten. Vor 2002 traten ausschließlich Kandidaten der Schwesterparteien CDU/CSU und ein Vertreter der SPD unter dieser Bezeichnung gegeneinander an. Zur Bundestagswahl 2002 trat zum ersten und bisher einzigen Mal ein Kanzlerkandidat der FDP an, zur Bundestagswahl 2021 wurde erstmals eine Kanzlerkandidatin von Bündnis 90/Die Grünen aufgestellt und für die vorgezogene Bundestagswahl 2025 erstmals eine für die Alternative für Deutschland (AfD) und Bündnis Sahra Wagenknecht (BSW).
Der Bundeskanzler wird gemäß Art. 63 Abs. 1 GG nicht vom Volk, sondern vom Deutschen Bundestag auf Vorschlag des Bundespräsidenten gewählt. Dies gilt insbesondere für den Beginn einer neuen Wahlperiode des Bundestages, da zu diesem Zeitpunkt die Amtszeit des bisherigen Bundeskanzlers endet und somit ein neuer Bundeskanzler zu wählen und eine neue Bundesregierung zu bilden ist. Da die Mehrheitsverhältnisse im Bundestag auch für die Wahl des Bundeskanzlers ausschlaggebend sind, nominieren die größeren Parteien traditionell bereits vor der Bundestagswahl einen Kanzlerkandidaten, um der wahlberechtigten Bevölkerung darzustellen, wer ihrer Meinung nach Bundeskanzler werden sollte.

## Nominierung
Es gibt kein geregeltes Verfahren zur Nominierung eines Kanzlerkandidaten. In der politischen Praxis nominieren die großen Parteien im Vorfeld der Bundestagswahl (bis zu einem Jahr im Voraus) ihren Kanzlerkandidaten, oft durch Abstimmung auf einem Parteitag. Der jeweilige Kanzlerkandidat ist im folgenden Wahlkampf die Hauptfigur der Partei, auch wenn er nicht direkt vom Wahlvolk gewählt werden kann; stattdessen wird seine Aussicht auf das Amt des Bundeskanzlers durch die Stimmabgabe des Wählers gestärkt, indem dieser die Partei des Kanzlerkandidaten wählt.
Auf dem SPD-Parteitag 1960 in Hannover wählte zum ersten Mal eine deutsche Partei einen Kanzlerkandidaten. Dabei handelte es sich um den Regierenden Bürgermeister von Berlin Willy Brandt. Der SPD-Stratege und langjährige Wegbegleiter Brandts Egon Bahr erklärte rückblickend, der damalige Bundestagsabgeordnete Klaus Schütz habe diese Idee aus den USA mitgebracht, als er den Wahlkampf des Präsidentschaftskandidaten der Demokraten John F. Kennedy beobachtete.
Bis auf Angela Merkel 2021 ist der amtierende Bundeskanzler jedes Mal erneut bei der jeweils nächsten Bundestagswahl angetreten, um durch die Unterstützung der Wähler sein Amt weiterführen zu können. Gleichwohl kann es in der Partei des Bundeskanzlers zu einer Diskussion darüber kommen, ob der Amtsinhaber nochmals antreten sollte, wie im Vorfeld der Bundestagswahl 1998, als in der CDU Stimmen laut wurden, die einen „Generationswechsel“ vom seit 1982 amtierenden Kanzler Helmut Kohl zum CDU/CSU-Fraktionschef Wolfgang Schäuble forderten.
Die Festlegung auf einen Kanzlerkandidaten – einer Position mit großer medialer Wirksamkeit – kann besonders bei der jeweiligen Oppositionspartei zu starken Auseinandersetzungen innerhalb der Partei führen, wie etwa im Vorfeld der Bundestagswahl 2013, als mit dem Parteivorsitzenden Sigmar Gabriel, dem Vorsitzenden der SPD-Bundestagsfraktion Frank-Walter Steinmeier und dem ehemaligen Bundesminister der Finanzen Peer Steinbrück gleich drei Namen in der SPD als Kanzlerkandidaten im Gespräch waren.
Die Schwesterparteien CDU und CSU nominieren einen gemeinsamen Kandidaten; bisher fiel die Wahl dabei zweimal, 1980 und 2002, auf einen Kandidaten der CSU (nämlich auf die jeweiligen Parteivorsitzenden Franz Josef Strauß bzw. Edmund Stoiber). Im Vorfeld der Bundestagswahl 2002 wurde für die Entscheidung zwischen den beiden möglichen Unions-Kanzlerkandidaten – der CDU-Vorsitzenden Angela Merkel und Edmund Stoiber – der Begriff Kanzlerfrage (kurz K-Frage) geprägt. Üblicherweise ist ein Kanzlerkandidat, der als Herausforderer eines amtierenden Kanzlers antritt, Partei- bzw. Fraktionsvorsitzender oder Regierungschef eines der deutschen Länder. In Zeiten, in denen beide große Parteien zusammen im Bund regierten (Große Koalition), traten meist Bundesminister bzw. die amtierenden Stellvertreter des Bundeskanzlers als Kanzlerkandidaten an. Eine Ausnahme war Hans-Jochen Vogel, der zur Zeit seiner Kanzlerkandidatur 1983 lediglich Mitglied des Abgeordnetenhauses von (West-)Berlin war (er war jedoch zuvor jahrelang Bundesminister gewesen). Üblicherweise erhält der Kanzlerkandidat von seinem Heimat-Landesverband den ersten Platz auf der Landesliste.
Gerhard Schröder und Olaf Scholz sind die einzigen Bundeskanzler, die als vom Parteivorsitz abweichende Kanzlerkandidaten nach einer Bundestagswahl neu in ihr Amt kamen; als Amtsinhaber traten Ludwig Erhard und Helmut Schmidt jeweils erfolgreich ohne Parteivorsitz zur Wiederwahl an, Gerhard Schröder hingegen nicht erfolgreich.

## Geschichte

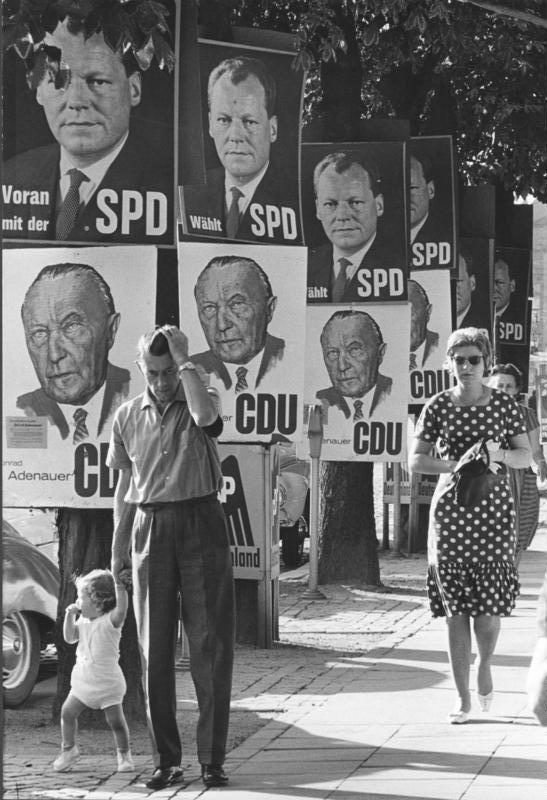
Wahlplakate 1961 mit den Porträts von Kanzlerkandidat Willy Brandt (SPD) und Bundeskanzler Konrad Adenauer (CDU)

Im Norddeutschen Bund und im Kaiserreich (1871–1918) wurde der Kanzler vom Kaiser ernannt; das Volk und der von diesem gewählte Reichstag hatten noch kein Mitspracherecht bei der Besetzung dieses Amtes. In der Weimarer Republik (1918–1933) wurde dem Reichstag ein destruktives Misstrauensvotum eingeräumt, das zum Rücktritt des Kanzlers führte, während die Ernennung des Kanzlers weiterhin dem Staatsoberhaupt, dem Reichspräsidenten, oblag. Dementsprechend war die Benennung von Kanzlerkandidaten noch nicht üblich, ebenso wenig wie in den ersten Jahren der Bundesrepublik seit 1949; die Benennung eines Kanzlers war vielmehr ein Gegenstand von Koalitionsverhandlungen und wurde erst nach der Wahl vom jeweils siegreichen Parteienbündnis durchgeführt.
Eine Entwicklung, die erst im Laufe der 1950er Jahre zu ihrem vorläufigen Abschluss kam, brachte hier eine Veränderung: die Konzentration der Wähler auf wenige wettbewerbsfähige Parteien und die damit einhergehende Herausbildung von CDU und CSU sowie SPD zu großen Volksparteien mit Aussicht auf eine absolute Mehrheit der Mandate im Parlament oder auf ein Bündnis mit einem kleineren Koalitionspartner. Nun erst konnten diese Parteien realistisch mit dem Anspruch auftreten, ihren Kandidaten im Falle eines Wahlsieges auch tatsächlich als Bundeskanzler durchzusetzen. Bevor 1960 zum ersten Mal mit Willy Brandt ausdrücklich ein Kanzlerkandidat nominiert wurde, galten die jeweiligen Partei- und Fraktionsvorsitzenden der Opposition als „natürliche“ Kandidaten.

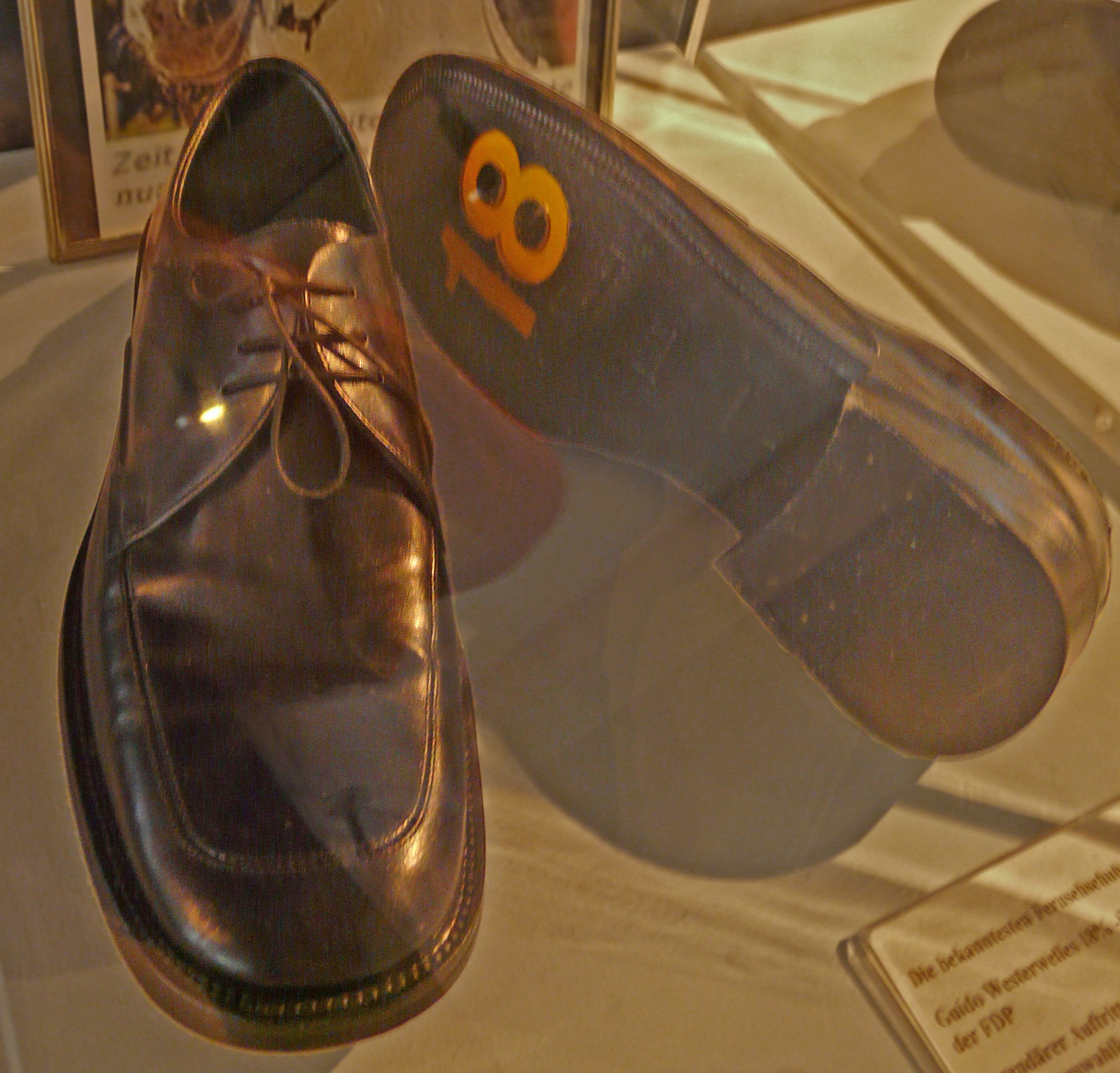
Schuhe mit der Nummer „18“ auf der Sohle: Der FDP-Vorsitzende Guido Westerwelle präsentierte sich 2002 gemäß der Strategie 18 als Kanzlerkandidat, der 18 Prozent der Stimmen einfahren sollte. Es wurden 7,4 Prozent.

Nachdem die Nominierung eines Kanzlerkandidaten lange Zeit nur von den beiden großen im Bundestag vertretenen Parteien CDU/CSU und SPD erfolgte, kürte die FDP zur Bundestagswahl 2002 mit ihrem Vorsitzenden Guido Westerwelle erstmals ebenfalls einen Kanzlerkandidaten. Die Nominierung erfolgte mit der Zielsetzung, in einem personalisierten Medienumfeld auf Augenhöhe mit den Kanzlerkandidaten Gerhard Schröder (SPD) und Edmund Stoiber (CDU/CSU) aufzutreten, und als Ergänzung des offiziellen Wahlziels, einen Anteil von 18 Prozent der Zweitstimmen zu erreichen („Strategie 18“). Der Versuch, die Teilnahme an den Fernsehdebatten der Kandidaten Schröder und Stoiber durch eine gerichtliche Entscheidung zu erzwingen, brachte der FDP vor dem Bundesverfassungsgericht eine Niederlage ein:

„Demnach scheidet eine Teilnahme des Vorsitzenden der Beschwerdeführerin aus, weil er – was die Beschwerdeführerin letztlich selbst nicht bestreitet – keine realistische Aussicht hat, nach der Wahl am 22. September 2002 das Amt des Bundeskanzlers zu übernehmen.“

Guido Westerwelles Auftreten als Kanzlerkandidat wurde von den Medien kritisch bis hämisch kommentiert, sogar Westerwelle selbst bezeichnete seine Benennung als „Kanzlerkandidat“ im Nachhinein als Fehler.
Zur Bundestagswahl 2021 wurde mit Annalena Baerbock erstmals eine Kanzlerkandidatin von Bündnis 90/Die Grünen aufgestellt, nachdem der Partei von ca. Oktober 2018 bis Juli 2021 kontinuierlich Umfragewerte als zweitstärkste Kraft nach der CDU/CSU und somit auch vor der SPD bescheinigt wurden. Bei der Wahl konnten sich die hohen Umfragewerte jedoch nicht bestätigen, da die Grünen nur drittstärkste Kraft wurden, während die SPD die Wahl mit ihrem Kandidaten Olaf Scholz sogar noch knapp vor der CDU/CSU gewinnen konnte. Nach der Wahl wurde die Partei aber Teil der Ampel-Koalition unter Scholz und stellten mit dem Wirtschaftsminister Robert Habeck den Vizekanzler, während Baerbock zur Außenministerin ernannt wurde.
Zur Bundestagswahl 2025 stellte die AfD mit Alice Weidel erstmals eine Kanzlerkandidatin auf. Im Vorfeld der Wahl hatte die AfD in Umfragen kontinuierlich auf Platz zwei hinter der CDU/CSU gelegen. Das BSW folgte mit der Ernennung von Sahra Wagenknecht.

## Kanzlerkandidaten seit 1949
Die folgende Tabelle nennt alle Spitzenkandidaten (bzw. ab der Bundestagswahl 1961 „Kanzlerkandidaten“), die seit 1949 für die großen Parteien CDU/CSU und SPD bei Bundestagswahlen angetreten sind. Außerdem sind die Kanzlerkandidatur der FDP im Jahr 2002 sowie die Kanzlerkandidaturen von Bündnis 90/Die Grünen seit 2021 gelistet. 2025 stellten AfD und BSW erstmals einen Kanzlerkandidaten auf.
| Wahljahr | CDU/CSU                | SPD                     | FDP 2             | Grüne 3      | AfD 4             | BSW 5 |
| -------- | ---------------------- | ----------------------- | ----------------- | ------------ | ----------------- | ----- |
| 1949     | Konrad Adenauer        | Kurt Schumacher         |                   |              |                   |       |
| 1953     | Konrad Adenauer*       | Erich Ollenhauer        |                   |              |                   |       |
| 1957     | Konrad Adenauer*       | Erich Ollenhauer        |                   |              |                   |       |
| 1961     | *Konrad Adenauer*      | Willy Brandt            |                   |              |                   |       |
| 1965     | *Ludwig Erhard*        | Willy Brandt            |                   |              |                   |       |
| 1969     | *Kurt Georg Kiesinger* | Willy Brandt            |                   |              |                   |       |
| 1972     | Rainer Barzel          | *Willy Brandt*          |                   |              |                   |       |
| 1976     | Helmut Kohl            | *Helmut Schmidt*        |                   |              |                   |       |
| 1980     | Franz Josef Strauß     | *Helmut Schmidt*        |                   |              |                   |       |
| 1983     | *Helmut Kohl*          | Hans-Jochen Vogel       |                   |              |                   |       |
| 1987     | *Helmut Kohl*          | Johannes Rau            |                   |              |                   |       |
| 1990     | *Helmut Kohl*          | Oskar Lafontaine        |                   |              |                   |       |
| 1994     | *Helmut Kohl*          | Rudolf Scharping        |                   |              |                   |       |
| 1998     | *Helmut Kohl*          | Gerhard Schröder        |                   |              |                   |       |
| 2002     | Edmund Stoiber         | *Gerhard Schröder*      | Guido Westerwelle |              |                   |       |
| 2005     | Angela Merkel          | *Gerhard Schröder*      |                   |              |                   |       |
| 2009     | *Angela Merkel*        | Frank-Walter Steinmeier |                   |              |                   |       |
| 2013     | *Angela Merkel*        | Peer Steinbrück         |                   |              |                   |       |
| 2017     | *Angela Merkel*        | Martin Schulz           |                   |              |                   |       |
| 2021     | Armin Laschet          | Olaf Scholz             | Annalena Baerbock |              |                   |       |
| 2025     | Friedrich Merz         | *Olaf Scholz*           | Robert Habeck     | Alice Weidel | Sahra Wagenknecht |       |

## Trivia
Die SPD hat nach Oskar Lafontaine 1990 bis heute (Stand 2025) sechs unterschiedliche Kanzlerkandidaten aufgestellt, deren Nachnamen alle mit einem S begannen.